# 芳華路駅
座標: 北緯31度11分44秒 東経121度32分45秒 / 北緯31.19556度 東経121.54583度
芳華路駅（ほうかろ-えき）は、中華人民共和国上海市浦東新区に位置する上海地下鉄7号線の駅である。計画時の名称は滬南路駅であった。

## 駅構造
- 島式ホーム1面2線を有する地下駅。

## 歴史
- 2009年12月5日 - 開業。

## 隣の駅
上海軌道交通
■7号線
錦繍路駅 - 芳華路駅 - 龍陽路駅